# Dasybasis dominus
Dasybasis dominus är en tvåvingeart som beskrevs av Gonzalez 1999. Dasybasis dominus ingår i släktet Dasybasis och familjen bromsar. Inga underarter finns listade i Catalogue of Life.